# Quai Joseph Wauters
Le quai Joseph Wauters est une artère de la ville de Liège, sur la rive droite de la Meuse, dans la section d'Angleur.

## Situation
Ce quai se situe sur la rive droite de la Meuse entre le pont-rails du Val-Benoît et le canal de l'Ourthe (écluse du Rivage-en-Pot). Il est prolongé par le quai Gloesener. La nationale 90 emprunte le quai.

## Odonymie
Le quai rend hommage à Joseph Wauters (1875-1929), homme politique belge.

## Rues adjacentes
- Quai Gloesener
- Rue des Aguesses
- Rue Pierre Molinghen
- Rue Henri Defêchereux
- Rue d'Ougrée